# Ludwigia (amonit)
Ludwigia – rodzaj głowonogów z wymarłej podgromady amonitów, z rzędu Ammonitida.
Żył w okresie późnej jury (aalen).